# François Bouchard (hockey sur glace, 1988)
Pour les articles homonymes, voir François Bouchard et Bouchard.
François Bouchard (né le 26 avril 1988 à Sherbrooke, province de Québec) est un joueur de hockey sur glace Canadien. Il est le jeune frère du joueur professionnel de la Ligue nationale de hockey Pierre-Marc Bouchard et le cousin du joueur professionnel de la Ligue nationale de hockey Pierre-Alexandre Parenteau

## Carrière de joueur
En 2004, il débute avec le Drakkar de Baie-Comeau de la LHJMQ. Il participe avec l'équipe LHJMQ au Défi ADT Canada-Russie en 2006. Il est repêché en deuxième ronde, 35e au total au Repêchage d'entrée dans la LNH 2006 par les Capitals de Washington. En 2008, il passe professionnel avec les Bears de Hershey dans la Ligue américaine de hockey. Il a remporté la coupe Calder 2009 et 2010.

## Trophées et honneurs
- 2006-2007 : 
  - Trophée Jean-Béliveau, meilleur pointeur de la saison de LHJMQ.
  - Seconde équipe d'étoiles de la LHJMQ.
- 2008-2009 : champion de la coupe Calder avec les Bears de Hershey.
- 2009-2010 : champion de la coupe Calder avec les Bears de Hershey.
- 2015-2016 : meilleur buteur de la Serie A.

## Statistiques
| Saison    | Équipe                 | Ligue        |    | Saison régulière | Saison régulière | Saison régulière | Saison régulière | Saison régulière |   | Séries éliminatoires | Séries éliminatoires | Séries éliminatoires | Séries éliminatoires | Séries éliminatoires |
| Saison    | Équipe                 | Ligue        | PJ | B                | A                | Pts              | Pun              | PJ               | B | A                    | Pts                  | Pun                  |                      |                      |
| 2004-2005 | Drakkar de Baie-Comeau | LHJMQ        | 54 | 11               | 13               | 24               | 13               | 6                | 1 | 1                    | 2                    | 2                    |                      |                      |
| 2005-2006 | Drakkar de Baie-Comeau | LHJMQ        | 69 | 33               | 69               | 102              | 66               |                  |   |                      |                      |                      |                      |                      |
| 2006-2007 | Drakkar de Baie-Comeau | LHJMQ        | 40 | 31               | 58               | 89               | 50               |                  |   |                      |                      |                      |                      |                      |
| 2007-2008 | Drakkar de Baie-Comeau | LHJMQ        | 68 | 36               | 56               | 92               | 70               | 5                | 1 | 1                    | 2                    | 6                    |                      |                      |
| 2007-2008 | Bears de Hershey       | LAH          | 4  | 1                | 0                | 1                | 2                | 1                | 0 | 0                    | 0                    | 2                    |                      |                      |
| 2008-2009 | Bears de Hershey       | LAH          | 64 | 15               | 20               | 35               | 34               | 11               | 1 | 2                    | 3                    | 8                    |                      |                      |
| 2009-2010 | Bears de Hershey       | LAH          | 77 | 21               | 31               | 52               | 55               | 21               | 5 | 5                    | 10                   | 28                   |                      |                      |
| 2010-2011 | Bears de Hershey       | LAH          | 74 | 12               | 12               | 24               | 30               | 6                | 1 | 0                    | 1                    | 0                    |                      |                      |
| 2011-2012 | Bears de Hershey       | LAH          | 9  | 0                | 0                | 0                | 8                | -                | - | -                    | -                    | -                    |                      |                      |
| 2011-2012 | Whale du Connecticut   | LAH          | 34 | 3                | 7                | 10               | 20               | -                | - | -                    | -                    | -                    |                      |                      |
| 2012-2013 | Cyclones de Cincinnati | ECHL         | 20 | 5                | 6                | 11               | 16               | -                | - | -                    | -                    | -                    |                      |                      |
| 2012-2013 | KHL Medveščak          | EBEL         | 19 | 4                | 8                | 12               | 12               | -                | - | -                    | -                    | -                    |                      |                      |
| 2013-2014 | IK Oskarshamn          | Allsvenskan  | 50 | 18               | 15               | 33               | 48               | -                | - | -                    | -                    | -                    |                      |                      |
| 2014-2015 | Södertälje SK          | Allsvenskan  | 47 | 7                | 3                | 10               | 28               | 8                | 2 | 2                    | 4                    | 8                    |                      |                      |
| 2015-2016 | HC Val Pusteria Wolves | Serie A      | 42 | 34               | 29               | 63               | 40               | 15               | 5 | 13                   | 18                   | 14                   |                      |                      |
| 2016-2017 | Boxers de Bordeaux     | Ligue Magnus | 44 | 13               | 27               | 40               | 51               | 11               | 2 | 2                    | 4                    | 6                    |                      |                      |
| 2018-2019 | Dundee Stars           | EIHL         | 39 | 14               | 21               | 35               | 16               | -                | - | -                    | -                    | -                    |                      |                      |
| 2019-2020 | Pétroliers du Nord     | LNAH         | 34 | 13               | 31               | 44               | 18               | -                | - | -                    | -                    | -                    |                      |                      |